# HD159870
HD159870 — хімічно пекулярна зоря спектрального класу A6, що має видиму зоряну величину в смузі V приблизно  6,2.
Вона  розташована на відстані близько 755,0 світлових років від Сонця.